# فرانك إدوارد براون
فرانك إدوارد براون (بالإنجليزية: Frank Edward Brown)‏ هو عالم آثار كلاسيكية أمريكي، ولد في 24 مايو 1908 في لا غرانت في الولايات المتحدة، وتوفي في 28 فبراير 1988 في ماركو آيلاند في الولايات المتحدة.